# Wolfwil
Wolfwil es una comuna suiza del cantón de Soleura, situada en el distrito de Gäu. Limita al norte con las comunas de Niederbuchsiten y Neuendorf, al este con Fulenbach y Murgenthal (AG), al sur con Schwarzhäusern (BE) y Wynau (BE), y al occidente de nuevo con Kestenholz.

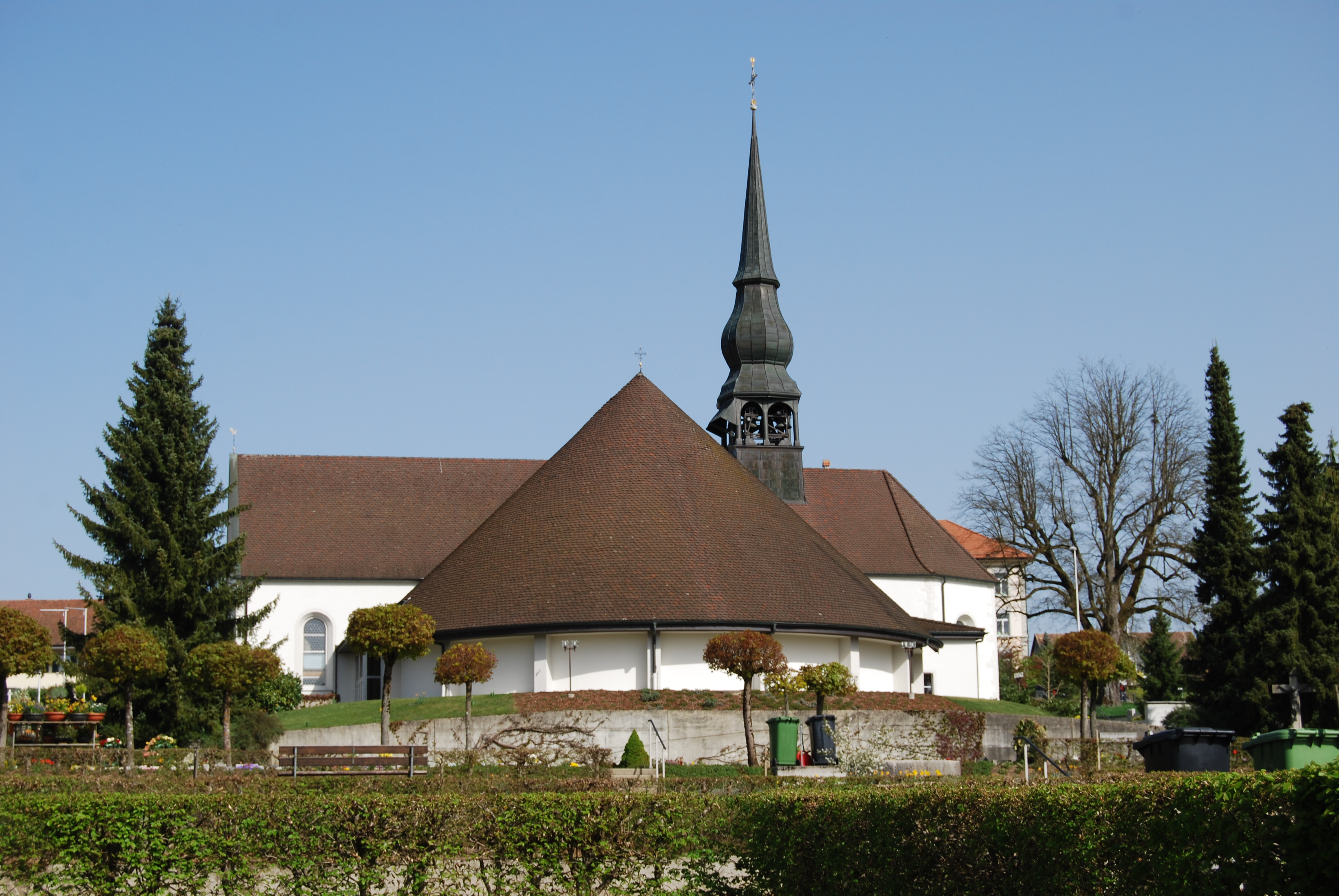
Wolfwil